# カーリー・レイ・ジェプセン
カーリー・レイ・ジェプセン（Carly Rae Jepsen、1985年11月21日 - ）は、カナダのブリティッシュコロンビア州ミッション出身のシンガーソングライターである。デビュー当時の日本語表記は、カーリー・ラエ・ジェプセンであったためこのような日本語表記がなされる場合もある。身長157cm。

## 経歴

### デビュー前
ブリティッシュコロンビア州ミッションにあるヘリテイジ・パーク中等学校を卒業。その後、同州ビクトリアにあるカナダ・パフォーミング・アーツ大学に進学した。

### デビュー
2007年の『カナディアンアイドル』で3位になった。
2008年6月16日、デビュー・アルバム『Tug of War』を発表。
2010年には、カナダのグラミー賞に値するジュノー賞で最優秀ソングライターと最優秀新人賞にノミネートした。
2012年1月14日、セカンド・アルバム『Kiss』を発表した。この中の「コール・ミー・メイビー」が世界的に大ヒットし、動画投稿サイト、YouTubeでは14億回以上再生された。また、『ザ!世界仰天ニュース』（日本テレビ系列）のエンディング・テーマにも使用され、12月19日には、エンディングでアコースティック・バージョンで披露した。

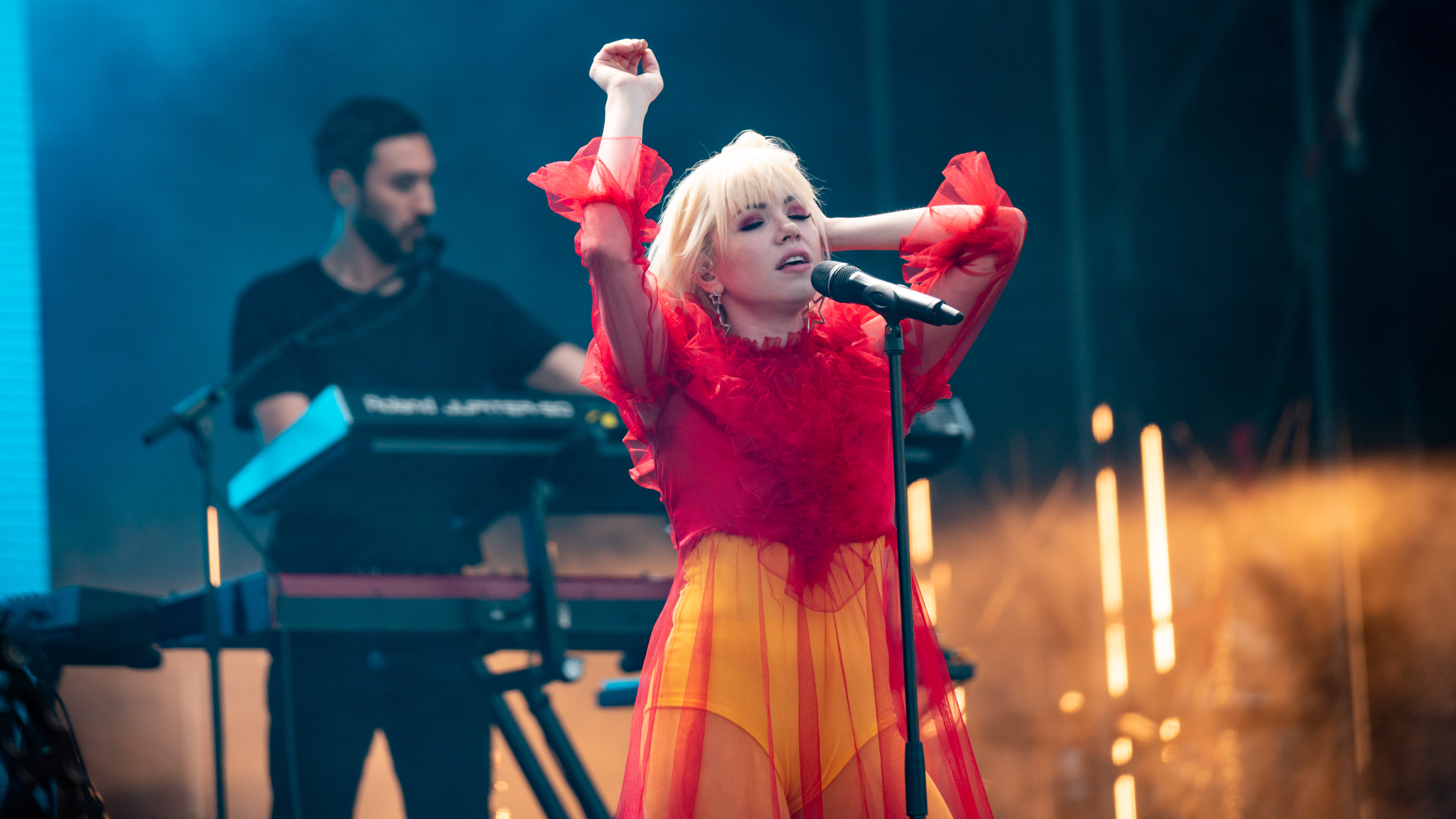
2019年

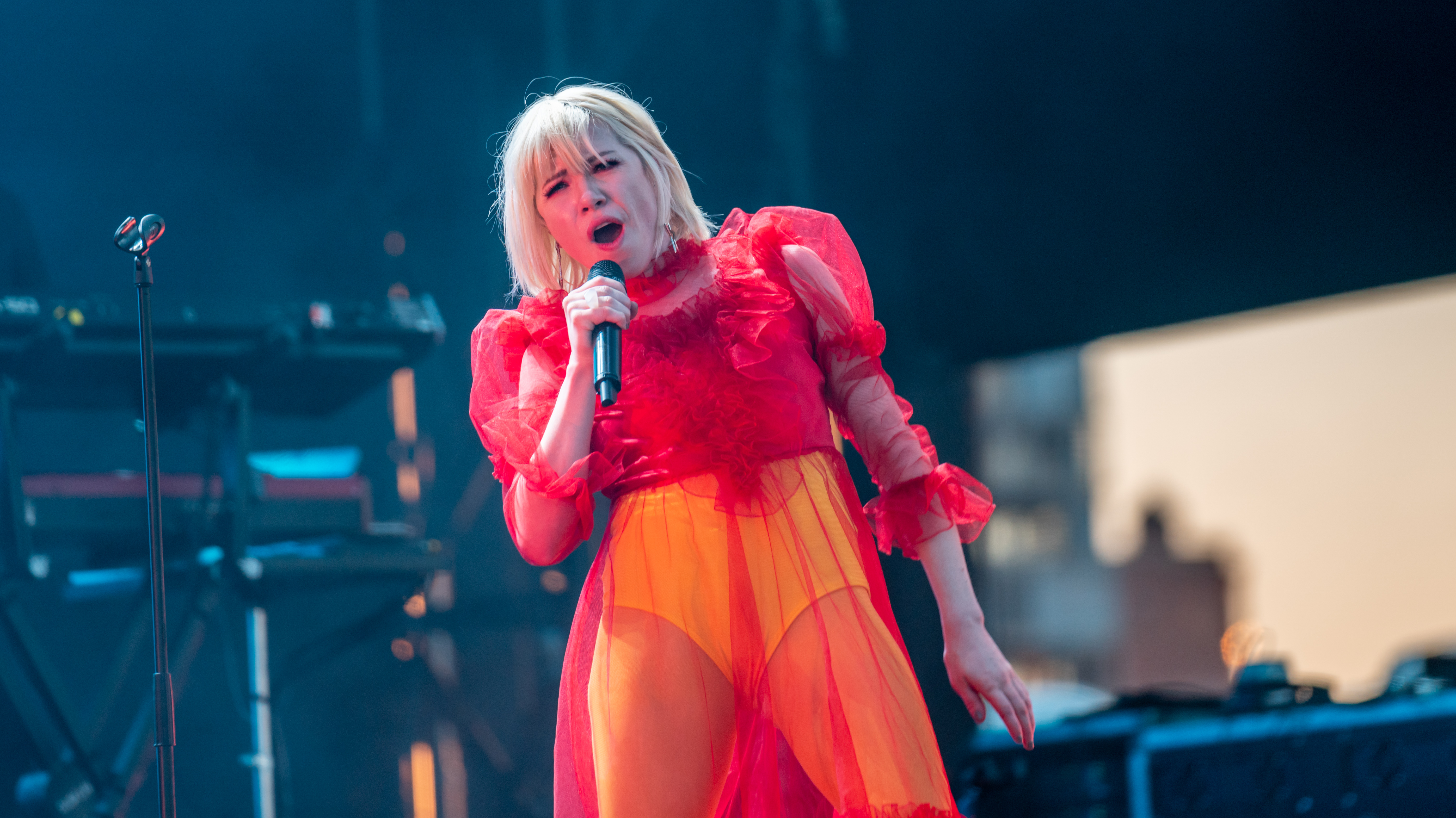
2019年

6月26日には、アウル・シティーと歌った「グッド・タイム」（アサヒドライゼロのCM曲）をリリースした。
「マッチ・ミュージック・ビデオ・アワード」では、フロー・ライダーとデュエットした。
9月14日には、『ミュージックステーション』（テレビ朝日系列）に出演。
2013年6月22日には幕張メッセ・幕張イベントホール（千葉県）にて行われたMTV主催の国際的音楽授賞式「MTV Video Music Awards Japan 2013」に出演した。
8月11日には「サマーソニック」へ出演。
2015年、アルバム『エモーション』に収録された「アイ・リアリー・ライク・ユー」のミュージック・ビデオでローラと共演。
2016年、「POPSPRING2016」に出演。

## ディスコグラフィ

### アルバム

#### スタジオ・アルバム
| タイトル                                  | アルバム詳細 | チャート最高位 | チャート最高位 | チャート最高位 | チャート最高位 | チャート最高位 | チャート最高位 | チャート最高位 | チャート最高位 | チャート最高位 | チャート最高位 | 売上                         | 認定                                           |
| タイトル                                  | アルバム詳細 | CAN            | AUS            | BEL (FL)       | DEN            | GER            | ITA            | JPN            | NZ             | UK             | US             | 売上                         | 認定                                           |
| ----------------------------------------- | --- | -------------- | -------------- | -------------- | -------------- | -------------- | -------------- | -------------- | -------------- | -------------- | -------------- | ---------------------------- | ---------------------------------------------- |
| Tug of War                                | - 発売日: 2008年9月29日 - レーベル: Fontana, MapleMusic - フォーマット: CD, digital download                               | —              | —              | —              | —              | —              | —              | —              | —              | —              | —              | - CAN: 10,000                |                                                |
| Kiss                                      | - 発売日: 2012年9月18日 - レーベル: 604, Schoolboy, Interscope - フォーマット: CD, digital download                        | 5              | 8              | 15             | 26             | 22             | 31             | 4              | 6              | 9              | 6              | - JPN: 242,000 - US: 300,000 | - CAN:ゴールド - AUS: ゴールド - JPN: プラチナ |
| E•MO•TION                                 | - 発売日: 2015年6月24日 - レーベル: 604, Schoolboy, Interscope - フォーマット: CD, digital download                        | 8              | 37             | 59             | —              | 73             | —              | 8              | 35             | 21             | 16             | - JPN: 100,000               | - JPN: ゴールド                                |
| Dedicated                                 | - 発売日: 2019年5月17日 - レーベル: 604, Schoolboy, Interscope - フォーマット: CD, casette,digital download, LP, streaming | 16             | 33             | —              | —              | —              | —              | 32             | 40             | 26             | 18             |                              |                                                |
| Dedicated Side B                          | - 発売日: 2020年5月21日 - レーベル: 604, Schoolboy, Interscope - フォーマット: CD, casette,digital download, LP, streaming | 58             | —              | —              | —              | —              | —              | 60             | —              | 42             | —              |                              |                                                |
| the Loneliest Time                        | - 発売日: 2022年10月21日 - レーベル: 604, Schoolboy, Interscope - フォーマット: casette,digital download, LP, streaming    |                |                |                |                |                |                |                |                |                |                |                              |                                                |
| "—"は未発売またはチャート圏外を意味する。 | |                |                |                |                |                |                |                |                |                |                |                              |                                                |

#### リミックス・アルバム
| Kiss: The Remix                           | - 発売日: 2013年6月12日 - レーベル: Schoolboy, Interscope - フォーマット: CD, digital download   | 157 |
| E•MO•TION Remixed+                        | - Released: 2016年3月18日 - Label: Schoolboy, Interscope Records - Formats: CD, digital download | 256 |
| "—"は未発売またはチャート圏外を意味する。 |                                                                                                  |     |

#### EP
| Dear You                                  | - 発売日: 2004年 - レーベル: 自主製作 - フォーマット: CD                                      | —  | —  | —   | —  |             |
| Curiosity                                 | - Released: 2012年2月14日 - Label: 604 - Formats: CD, digital download                        | 6  | -  | -   | -  |             |
| E•MO•TION: Side B                         | - Released: 2016年9月24日 - Label: 604, Schoolboy, Interscope - Formats: CD, digital download | 55 | 74 | 182 | 62 | - US: 7,000 |
| Spotify Singles                           | - Released: 2019年10月2日 - Label: 604, Schoolboy, Interscope - Formats: Streaming            | —  | —  | —   | —  |             |
| "—"は未発売またはチャート圏外を意味する。 |                                                                                               |    |    |     |    |             |

### シングル
- サンシャイン・オン・マイ・ショルダーズ（2008年）
- タグ・オブ・ウォー（2008年）
- バケット（2009年）
- サワー・キャンディ（2009年）
- コール・ミー・メイビー（2011年）
- キュリオシティ（2012年）
- グッド・タイム（2012年）（＆アウル・シティー）
- ディス・キス(2012年)
- トゥナイト・アイム・ゲッティング・オーヴァー・ユー（2013年）
- テイク・ア・ピクチャー（2013年）
- パート・オブ・ユア・ワールド（2014年）
- アイ・リアリー・ライク・ユー（2015年）
- オール・ザット（2015年）
- エモーション（2015年）
- ラン・アウェイ・ウィズ・ミー（2015年）
- ウォーム・ブラッド（2015年）
- メイキング・ザ・モースト・オブ・ザ・ナイト（2015年）
- ユア・タイプ（2015年）
- ラスト・クリスマス（2015年）
- エヴリウェア・ユー・ルック（2016年） - Netflix「フラーハウス」オープニングテーマ
- ファースト・タイム（2016年）
- ボーイ・プロブレム（2016年）
- カット・トゥ・ザ・フィーリング（2017年）- 「フェリシーと夢のトウシューズ」主題歌・花王ビオレ 「メイク落とし」 CMソング
- パーティー・フォー・ワン（2018年）
- ナウ・ザット・アイ・ファウンド・ユー（2019年）
- ノー・ドラッグ・ライク・ミー（2019年）
- ジュリアン（2019年）
- Too Much（2019年）
- OMG（with Gryffin）（2019年）
- Lalala(Remix)（with Y2K, bbno$, and Enrique Iglesias）（2019年）
- Let's Be Friends（2020年）
- It's Not Christmas Till Somebody Cries（2020年）
- Western Wind（2022年）
- Move Me（with Lewis OfMan）（2022年）
- Beach House（2022年）
- Talking to Yourself（2022年）
- The Loneliest Time（2022年）
- Surrender My Heart（2022年）

## ツアー
| ヘッドライン - The Summer Kiss Tour (2013) - Gimmie Love Tour (2015–16) 共同ツアー - Marianas Trench, The New Cities and The Mission District – Beside You Tour (2009) | オープニングアクト - Hanson – Shout It Out World Tour (カナダ公演のみ) (2012) - Justin Bieber – Believe Tour (南北アメリカ・ヨーロッパ公演のみ) (2012/13) |

## 出演

### CM
- モイスト・ダイアン（2016年）[29]